# César Velasco Muñoz
César Velasco Muñoz (Madrid, 1986) és un metge, epidemiòleg i investigador espanyol, actual director de l'Agència de Qualitat i Avaluació Sanitàries de Catalunya (AQuAS) des del novembre del 2018.

## Formació
Nascut a Madrid l'any 1986, Velasco és doctor en Medicina i Cirurgia cum laude amb menció internacional per la Universitat de Barcelona el 2016. Llicenciat en Medicina i Cirurgia per la Universitat Autònoma de Madrid el 2010. Especialista de Medicina preventiva i Salut pública per l'Hospital Clínic de Barcelona i la Universitat de Barcelona (2011-2015). Màster universitari en Salut Pública per la Universitat Pompeu Fabra i la Universitat Autònoma de Barcelona el 2014. Va realitzar un postgrau en Estadística en Ciències de la Salut per la Universitat Autònoma de Barcelona el 2015. D'altra banda, també va realitzar cursos d'especialització a la Universitat Autònoma de Madrid, a la Harvard University Rockefeller Center - Real Colegio Complutense, la London School of Hygiene & Tropical Medicine, a IESE, i al Fall Institute de Johns Hopkins Bloomberg School of Public Health, entre d'altres. La seva trajectòria inclou estudis i treballs a Espanya, Regne Unit, Mèxic, Estats Units, Moçambic, Suïssa, Suècia i Sierra Leone.

## Trajectòria professional
Durant el seu exercici professional, entre els anys 2015 i 2016 va ocupar el càrrec de sub-director mèdic a l'Hospital Clínic Universitari "Lozano Blesa" de Saragossa, i entre el 2017 i el 2018 el de director d'Innovació i Gestió Integral a l'Hospital Universitari Vall d'Hebron.
També ha col·laborat com a epidemiòleg i expert en l'Institut de Salut Global de Barcelona el 2015, i ha participat en projectes del seu àmbit en organismes internacionals com l'Organització Mundial de la Salut i el Centre Europeu de Prevenció i Control de Malalties (ECDC) de la Unió Europea, i l'Organització Mundial de la Salut, en la divisió creada per contenir l'ebola a Sierra Leone. En l'actualitat, presideix diferents consells d'administració de les societats científiques nacionals i internacionals i participa activament en diversos projectes d'investigació i publicacions. Amb experiència anterior en altres epidèmies d'Àfrica, durant més de tres mesos va treballar a Sierra Leone com a epidemiòleg, primer a Freetown, la capital de país, i després a Makeni. A la capital era l'epidemiòleg de districte Oest, una àrea molt complexa que comprèn tota la zona urbana i rural de la ciutat.
És autor de publicacions i articles en àmbits sanitaris com la salut pública, la salut dels migrants, les vacunes i el VIH, entre altres temes. Ha participat de manera activa en associacions científiques com l'Associació Espanyola de Vacunologia i la Societat Espanyola de Salut Pública i Administració Sanitària (SESPAS). És expert membre del panell assessor de l'OMS dins el grup de treball SAGE/OMS de vacunes i vacunació enfront l'Ebola que treballa a Ginebra, Suissa.

## Reconeixements
L'any 2016, mentre exercia de subdirector mèdic de l'Hospital Clínic Universitari de Saragossa, César Velasco fou elegit per la revista Forbes com un dels joves menors de trenta anys més influents d'Europa.